# Iniciativa Sníh
Iniciativa Sníh je apolitický a nezávislý tým expertů představený 15. prosince 2020, který spolupracuje na ochraně zdraví obyvatel České republiky, prozatím převážně na zmírnění dopadů pandemie covidu-19 v České republice.

## Předmět činnosti
Iniciativa nese název po představiteli moderní epidemiologie Johnu Snowovi. Je součástí celosvětové vědecké aktivity John Snow Memorandum, ke kterému se připojilo přibližně 7000 expertů z lékařských i nelékařských oborů po celém světě. Sdružuje experty z různých oborů i dobrovolníky, kteří se zaměřují mimo jiné na zmírnění dopadů pandemie SARS-CoV-2.

### Pandemie covidu-19
Iniciativa si dala za cíl vyvracet omyly a dezinformace, ukazovat příklady dobré praxe nebo připravovat vědecké podklady ke strategiím týkajícím se zvládání pandemie covidu-19. Rovněž chce přispět k návratu důvěry v odborníky a poskytovat médiím i veřejnosti ověřené informace. Usiluje o vědecky poctivý přístup k řešení pandemie založený na lidské důstojnosti. Hodlá pracovat na vytvoření vědeckého centra, které by se věnovalo mezinárodní ochraně veřejného zdraví v regionu střední Evropy.
Dne 8. února 2021 ministr Jan Blatný na tiskové konferenci oznámil, že s iniciativou navázal spolupráci.
Mnozí členové Iniciativy Sníh se stali i členy Mezioborové skupiny pro epidemické situace.

## Členové
K iniciativě se v průběhu její existence mimo jiné připojili: Jan Černý, David Černý, Julie Dobrovolná, Dagmar Dzúrová, Jaroslav Flegr, Zdeněk Hel (zakladatel), Anna Helová, Ivan Hirsch, Václav Hořejší, Helena Jiřincová, Jan Konvalinka, Klára Hulíková, René Levínský, Filip Křepelka, Milan Kubek, Jana Kulhánková (zakládající koordinátorka), Jan Kulveit, Ladislav Machala, Daniel D. Novotný (zakladatel), Adam Obr, David Anthony Procházka, Petr Smejkal, Petr Svoboda, Pavel Ševčík, Ruth Tachezy, Pavel Vachtl.